# گربه‌زبادان
گربه‌زَبّادان (نام علمی: Viverridae) نام یک تیره از زیرراسته گربه‌سانیان است که شامل گونه‌هایی با اندازه‌های کوچک تا متوسط می‌شود. این تیره شامل ۳۳ گونه است که در ۱۴ سرده قرار می‌گیرند. این خانواده اولین بار توسط جان ادوارد گری در سال ۱۸۲۱ نام‌گذاری و توصیف شد. این گربه‌سانان در سراسر آفریقا، جنوب اروپا، و جنوب و جنوب شرق آسیا و سرتاسر خط والاس زندگی می‌کنند.
یافت شدن گونه‌های این تیره در جزیره سولاوسی و جزایر مجاور آن در کشور اندونزی، نشان می‌دهد که آنها از ساکنان قدیمی مناطق استوایی جهان قدیم بوده‌اند.
گربه‌زبادان دارای چهار یا پنج انگشت در هر پا و پنجه‌های نیمه‌جمع‌شونده هستند.